# Casasia samuelssonii
Casasia samuelssonii är en måreväxtart som beskrevs av Ignatz Urban och Erik Leonard Ekman. Casasia samuelssonii ingår i släktet Casasia och familjen måreväxter. Inga underarter finns listade i Catalogue of Life.